# Hiroaki Zakoji
Hiroaki Zakoji, (jap. 座光寺公明 Zakoji Hiroaki), s-a nǎscut  la 20 ianuarie 1958 în Tokio și a crescut în Hokkaidō. El a fost un compozitor și un pianist japonez.
A studiat compoziția cu maestrul Masanobu Rimura în timp ce era elev la liceu în Hokkaido. A studiat în continuare la Institutul de Artǎ al Universitǎții Nihon din Tokio, a învǎțat compoziția cu profesorul Kiyohiko Kijima și pian sub îndrumarea lui Midori Matsuya. De asemenea a studiat compoziția cu Roh Ogura în Kamakura.
In 1982, a organizat Ansamblul Tokio Shin-Wagaku care interpreta în mod regulat muzica sa precum și muzica altor tineri compozitori. In 1985, a fost reprezentat  în concertul IGNM (Internazionale Gesellschaft für Neue Musik) care a avut loc la Basel, Elveția. In aprilie 1986, el s-a reîntors la Basel unde a compus și interpretat  Op.36, “Piano Piece III”. El a cǎlǎtorit de asemenea în Spania și Danemarca și a scris un eseu pentru o revistǎ de specialitate. In iunie 1986, el a fost unul dintre finaliștii Concursului Internațional de Muzicǎ Budistǎ din Tokio și Opusul sǎu nr.18 “Continuum” a fost reprezentat pentru  prima oarǎ de cǎtre Orchestra Simfonicǎ din  Tokio sub conducerea maestrului Hiroyuki Iwaki. El a murit la 29 ianuarie 1987 în Tokio, la numai cîteva zile dupǎ împlinirea vîrstei de 29 de ani, din cauza unui violent atac de cord.
A lǎsat în urma sa 38 de lucrǎri scrise în scurta sa viațǎ de numai 28 de ani(1958-1987)
Publicație: Op.27 Mono-Morfologie II (1983) de cǎtre Federația Japonezǎ a Compozitorilor (JFC)
- http://www.jfc-i.org/english/others/jfc.htm Arhivat în 11 martie 2007, la Wayback Machine.

Toate partiturile sale precum și cîteva benzi înregistrate sunt pǎstrate la Centrul de Documentație pentru Muzica Modernǎ Japonezǎ din Tokio
- http://www.mlaj.gr.jp/members/jp/kindai.htm Arhivat în 28 ianuarie 2007, la Wayback Machine.

Website in memoria lui Hiroaki Zakoji
- http://www.ezakoji.com